# Marienwerder (Brandenburgia)
Marienwerder (wym. MAF: [maˌʁiːənˈvɛʁdɐ], posłuchajⓘ) – gmina w Niemczech,  w kraju związkowym Brandenburgia, w powiecie Barnim, wchodzi w skład związku gmin Biesenthal-Barnim.